# Tsjyngyz Ajtmatov

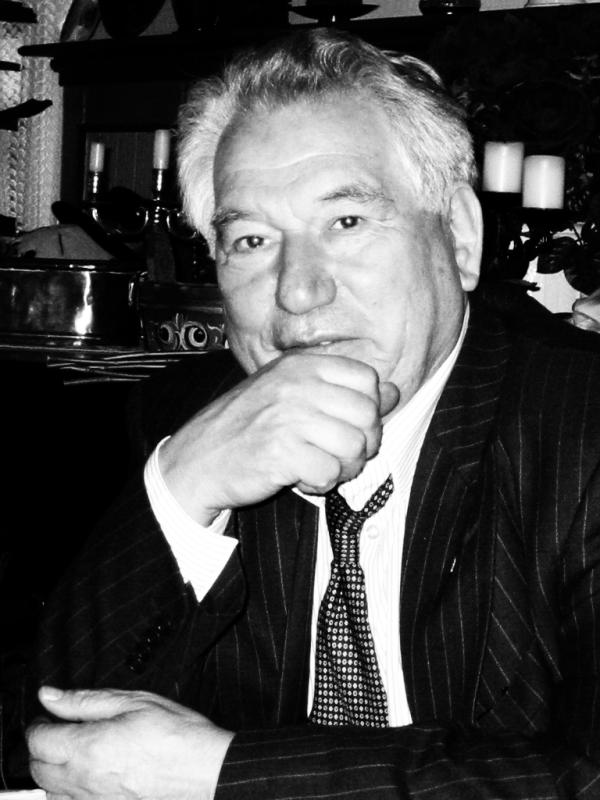
Tsjyngyz Ajtmatov in 2003

Tsjyngyz (Shyngýs, Shyngýz) Torekoelovitsj Ajtmatov (Kirgizisch: Чыңгыз Айтматов; [tʃɯŋˈʀɯs ɑjtˈmɑtəf]), ook wel gespeld onder zijn Russische naam Tsjingiz Ajtmatov Russisch: Чингиз Торекулович Айтматов; Tsjingiz Torekoelovitsj Ajtmatov) (Sjeker (Talas-dal, Kirgizische ASSR, Russische SFSR, Sovjet-Unie), 12 december 1928 - Neurenberg (Duitsland), 10 juni 2008) was een Kirgizisch schrijver, die zowel in het Russisch als het Kirgizisch schreef. Hij was de bekendste figuur uit de Kirgizische literatuur en wordt tevens gezien als een van de grootste schrijvers uit de Sovjet-Unie.

## Levensloop
Tsjyngyz Ajtmatov werd geboren in het dorp Sjeker (nu een dorp in de oblast Talas) in het noorden van Kirgizië, nabij de Oezbeekse grens. De naam Tsjyngyz verwijst naar de eretitel van Dzjengis Khan. Zijn vader Torekoelov was huisbediende in het dorp en zijn etnisch-Tataarse moeder Nagima Chasijevna was actrice in een lokaal theater. In zijn jonge jeugd reisde hij met zijn familie en de dieren van de clan als nomade rond, van graasgebied naar graasgebied, zoals veel Kirgiezen gewoon waren in die tijd. Op negenjarige leeftijd werd in 1937 zijn vader, een communist van het eerste uur die was opgeklommen tot een belangrijke positie, slachtoffer van de Grote Zuivering. Hij werd gearresteerd en aangeklaagd wegens "bourgeois nationalisme" in Moskou en vervolgens geëxecuteerd. Ondanks deze gebeurtenis is Ajmatov altijd een overtuigd communist gebleven.
Ajtmatov groeide op in de tijd dat Kirgizië werd omgevormd van een van de meest afgelegen gebieden van het Russische rijk tot een deelrepubliek van de Sovjet-Unie. De toekomstige schrijver had hierdoor de mogelijkheid om te leren aan de nieuwe Russische Sovjetschool in Sjeker, al moest hij daarnaast wel werken vanaf jonge leeftijd. Toen hij veertien werd, werd hij gekozen tot assistent van het secretariaat van de dorpssovjet. Later werkte hij in functies als belastinginner, lader, machinistassistent en vele andere baantjes. Door het behalen van een diploma kreeg hij toegang tot vervolgonderwijs.
In 1946 begon hij daarop diergeneeskunde te studeren; eerst aan de nabijgelegen technische hogeschool in het Kazachse Dzjamboel en vervolgens vanaf 1953 aan het Kirgizische Landbouwinstituut in Froenze.
Tijdens zijn studie begon hij in 1951 met het vertalen van Kirgizisch proza naar het Russisch. In 1956 begon hij daarop met een literatuurstudie aan het Maksim Gorki-literatuurinstituut in Moskou, waar hij leefde tot 1958. Tijdens zijn studie werd hij in 1957 opgenomen in de Bond van Sovjetschrijvers. Daarna werkte hij gedurende acht jaar voor het communistische partijblad Pravda. Zijn eerste twee publicaties verschenen in 1952 in het Russisch: De Krantenjongen Dzjoejo en Asjym. Zijn eerste werk in het Kirgizisch was Ak Dzjaan (Ак Жаан; "Witte Regen") in 1954 en in 1958 verscheen zijn novelle Dzjamila, waarmee hij doorbrak op grote schaal. In 1980 bracht hij zijn eerste roman uit; En meer dan een eeuw duurt de dag (in het Nederlands uitgebracht als 'de dag duurt langer als een eeuw'). Zijn volgende belangrijke roman was Плаха die in 1986 werd gepubliceerd (in het Nederlands uitgebracht als 'de dag duurt langer als een eeuw'). Een aantal van zijn werken, zoals De dag duurt meer dan honderd jaar, zijn naar meerdere talen vertaald.
In 1963 kreeg hij voor zijn werk de Leninprijs uitgereikt en in 1968, 1977 en 1983 de Staatsprijs van de Sovjet-Unie. Ook werd hij in 1978 onderscheiden als nationale schrijver van Kirgizië en als Held van de Socialistische Arbeid. Daarnaast kreeg hij nog ruim 20 prijzen gedurende zijn leven, waaronder de hoogste Kirgizische onderscheiding, de Orde van Manas.
Van 1988 tot 1990 was Ajtmatov voorzitter van de Kirgizische schrijversbond. Ook was hij lid van de Unie van Cinematografen. Hij was verder ook lid van het presidium van het Solidariteitscomité van de Sovjet-Unie voor de staten in Azië en Afrika.
Ajtmatov was hoofdredacteur van het tijdschrift Inostrannaja literatoera (Иностранная литература; "buitenlandse literatuur") en de initiator van de internationale Intellectuelenbeweging Issyk-Koel-Forum“ (Иссыккульский форум).

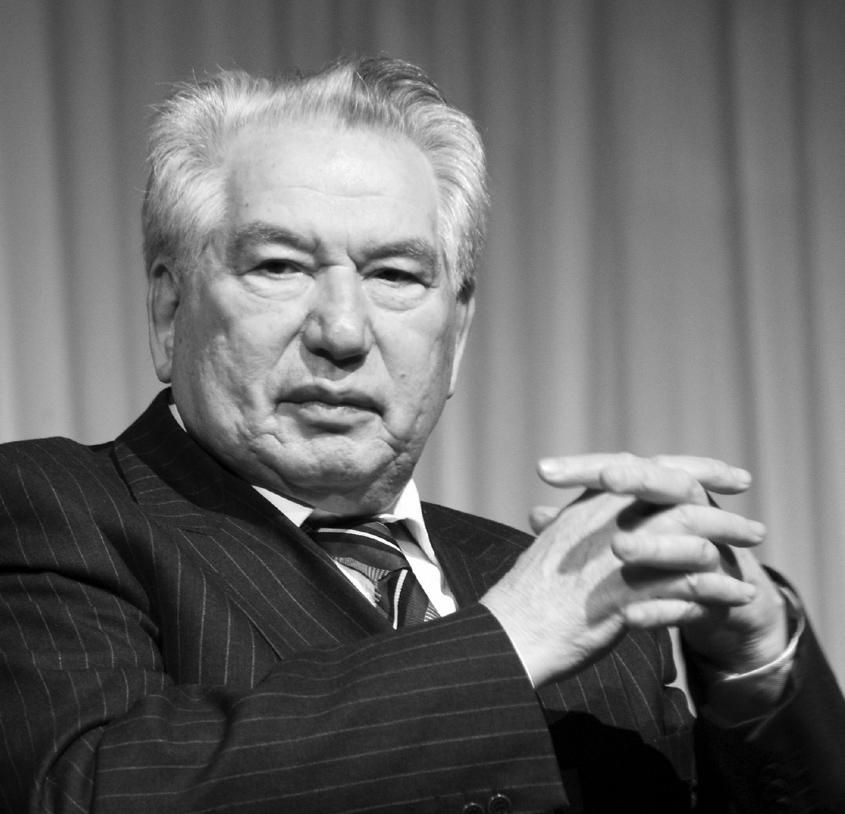
Tsjyngyz Ajmatov in september 2007, een jaar voor zijn dood

Ten tijde van de perestrojka was hij parlementair afgevaardigde van de Opperste Sovjet van de Sovjet-Unie, een functie die qua inhoud overigens meer symbolisch was, dan dat hij werkelijke macht had. In 1990 werd hij ambassadeur van de Sovjet-Unie in Luxemburg. Vervolgens was hij tot maart 2008 ambassadeur van Kirgizië voor Frankrijk en de Benelux en leefde hij in Brussel. Later werd hij ook ambassadeur bij de NAVO, de Europese Unie en UNESCO.
Ajtmatov leed op latere leeftijd aan diabetes. Tijdens de opnames van een film in het Wolgagebied in mei kreeg hij te maken met long- en nierfalen. Op 16 mei 2008 werd hij daarop opgenomen in het ziekenhuis Klinikum Nürnberg in de Duitse stad Neurenberg. Nadat hij gedurende drie weken in kunstmatige coma was gehouden, overleed hij op 10 juni 2008 aan de gevolgen van een zware longontsteking. Vier dagen na zijn dood, op 14 juni, werd Ajtmetov begraven in het herdenkingscomplex Ata-Bejit in een buitenwijk van de Kirgische hoofdstad Bisjkek. Die dag werd door de Kirgizische autoriteiten uitgeroepen tot een dag van nationale rouw.
Ajmatovs zoon Askar Ajtmatov was minister van Buitenlandse Zaken van Kirgizië onder president Askar Akajev, maar werd weggezonden na de Tulpenrevolutie.

## Werk
Tsjyngyz Ajtmatov behoorde tot de naoorlogse schrijversgeneratie. Voor het uitkomen van zijn grote doorbraak Dzjamilja in 1958 schreef hij slechts een paar kleine verhalen en een korte novelle. 
Ajtmatovs doorbraak en zijn bekendste en later ook verfilmde werk is de novelle Dzjamilja, een liefdesgeschiedenis die zich afspeelt in het Kirgizië ten tijde van de zomer van het oorlogsjaar 1943. Louis Aragon vertaalde het werk naar het Frans en schreef in zijn voorwoord: "Ik zweer het, de mooiste liefdesgeschiedenis ter wereld." De Duitse zanger Hannes Wader werd erdoor geïnspireerd tot het schrijven van het lied Am Fluss ("aan de rivier"). In de DDR vormde het verplichte literatuur op de scholen. Andere belangrijke werken van Ajtmatov zijn de korte novellen Afscheid van Goelsarý, Het Witte Schip, De dag duurt langer dan een eeuw en Het beulsblok.
In zijn vertellingen spelen de Kirgizische traditie en cultuur een belangrijke rol. Het contrast tussen het harde, met de natuur verbonden leven van het vroegere nomadenvolk en het kolchozenleven in de Sovjet-Unie wordt door Ajtmatov met gevoel, op poëtische wijze en met vertalende kracht beschreven. Ajtmatov schreef vooral over de folklore en niet zozeer over de historische waarde ervan. Hij probeerde mondelinge vertellingen opnieuw samen te stellen en zo weer tot leven te wekken in de context van het hedendaagse leven. Deze wijze van vertellen is overduidelijk aanwezig in zijn werk; in bijna elk verhaal refereert hij aan een mythe, een legende of een volksverhaal. In De dag duurt langer dan een eeuw wordt een poëtische legende over een jonge gevangene die wordt omgevormd tot een mankoert (een Turks legendarisch martelwerktuig dat door Ajtmatov wordt opgevoerd in dit boek) en die dient als een tragische allegorie en zo een belangrijke symbolische uitdrukking van de filosofie van de novelle wordt.
Een tweede aspect van Ajtmatovs werk is zijn ultieme nabijheid tot onze "kleine broeders" de dieren, aangezien hun en onze levens intiem en onlosmakelijk met elkaar zijn verbonden. De beide centrale karakters van Afscheid van Goelsarý zijn een man en zijn paard. 
Een kameel speelt een belangrijke rol in De dag duurt langer dan een eeuw en een van de belangrijkste wendingen van de roman die het lot van de hoofdpersoon bepaald wordt verteld door middel van het verhaal van het reilen en zeilen van de kameel. Het beulsblok begint met het verhaal van een roedel wolven en de grote wolfmoeder Akbara en haar jong; de levens van mensen komen later in het boek aan bod, maar verweven zich met de levens van de wolven. In zijn latere werk bekritiseert Ajtmatov constant de onverschilligheid in zijn Centraal-Azië en de daarmee verbonden verstoring van de natuur.